# Semi-locuteur
En linguistique, un semi-locuteur est une personne possédant des connaissances dans une langue en voie de disparition mais dont les compétences et performances sont très approximatives. Généralement, les semi-locuteurs n’utilisent que très peu cette langue menacée lors d’une conversation et leur façon de s’exprimer peut comporter des incohérences. Les semi-locuteurs font souvent partie des personnes les plus motivées lorsqu'elles sont engagées dans des projets de revitalisation des langues menacées.
Comme ces langues tendent à disparaître et que les communautés linguistiques passent à d'autres langues, elles sont parlées beaucoup moins fréquemment et dans des domaines sociaux beaucoup plus restreints. C'est pour cette raison que de nombreux locuteurs apprennent partiellement la langue, et plus souvent dans une version simplifiée avec des fortes influences de leur langue majoritaire. Ces locuteurs sont parfois désignés par le terme « semi-locuteurs », « quasi-monolingues », ou « monolingues ». Le mot semi-locuteur a été introduit par la linguiste Nancy Dorian pour décrire le dernier locuteur du dialecte gaélique écossais de l'est du Sutherland,.
Lorsque les semi-locuteurs forment une partie significative d'une communauté linguistique, des contractions du langage apparaissent, les normes linguistiques sont ainsi accommodées aux compétences de ces locuteurs,.